# Дефлектор (аеродинаміка)

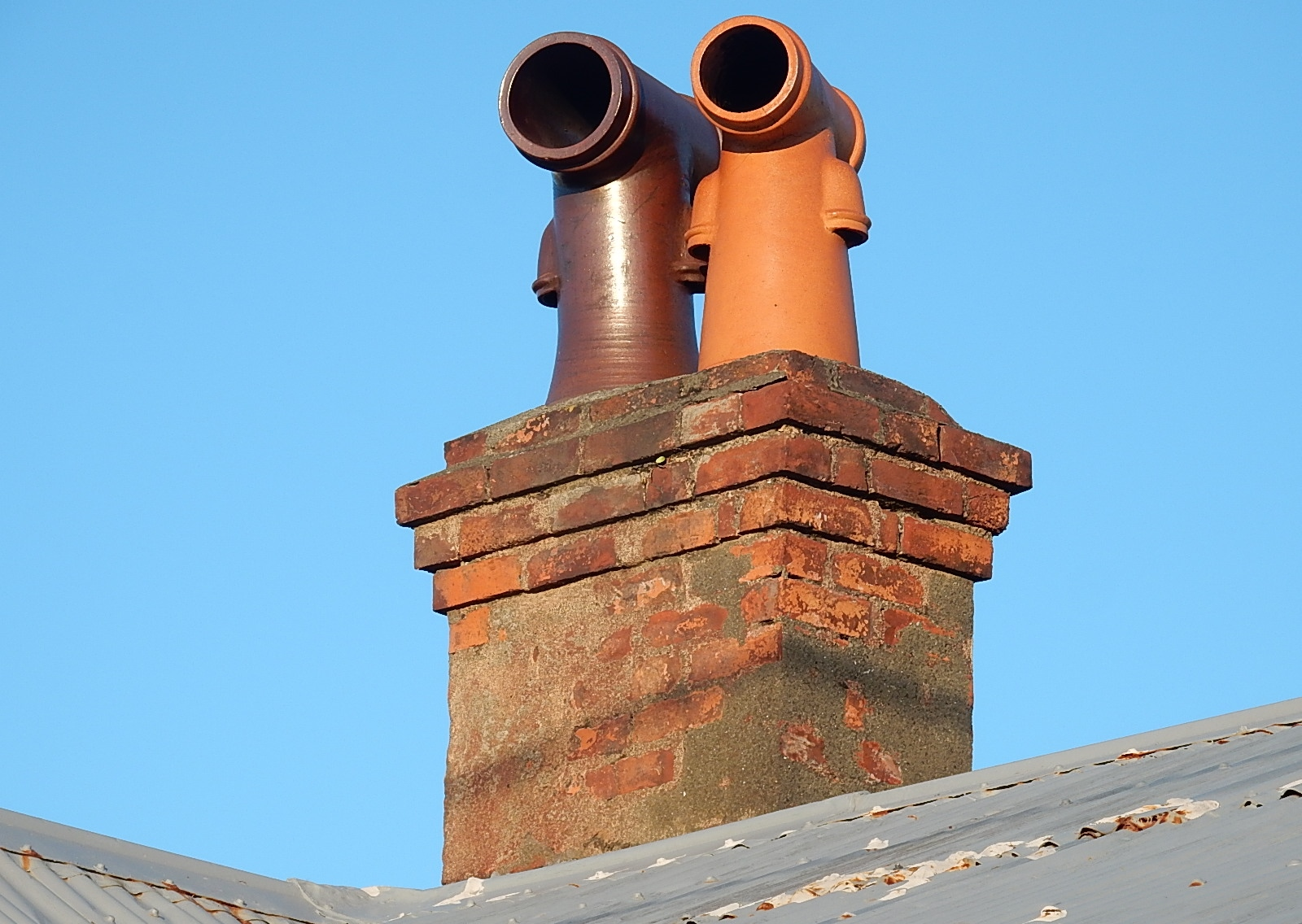
Дефлектор у вигляді літери Т

Дефле́ктор (від лат. deflecto — «відхиляю»), ковпак — витяжний пристрій на кінці вентиляційної чи димової труби. Призначений для збільшення тяги та запобігання зворотному току газів (зворотній тязі) під дією вітру. Побічною функцією ковпаків також захист від потрапляння в трубу опадів, від використання труб для гнізд птахами та білками. Іноді до дефлектора додається металева сітка, що слугує іскрогасником. На хмелесушарнях використовують дерев'яні дефлектори.

## Види
Виконуються з каменю, бетону, бляхи. Існують такі типи дефлекторів:
- Звуження верху комина з допомогою труби, встановленої на бетонному конусі[1].
- У вигляді літери Т — найбільш ефективно захищає канал від відсирювання[1].
- У вигляді літери Н.

Дефлектори у формі літери Н скоріш стабілізують тягу, ніж збільшують її. Хоча вони мають одні з найкращих характеристик захисту від задування вітром, але втратили популярність через незграбний зовнішній вигляд. Інші конструкції дефлекторів використовують ефект Вентурі, постійно посилюючи тягу.

### Суднові дефлектори
Найпростіший корабельний дефлектор — дефлектор з розтрубом, що являє собою вертикальну трубу, проведену в вентильоване приміщення, яка закінчується нагорі комінгсом. На комінгс надівається поворотний розтруб, що встановлюється в будь-яке положення в напрямку до вітру.
На вітрильних суднах за дефлектор використовувався віндзейль, що являв собою трубу, виготовлену з парусини, верхній кінець якої зрізаний навскоси і споряджений розпіркою. Віндзейль підвішували на такелажі, його отвір повертали до вітру, а рукав через люк пропускали всередину суднових приміщень і таким чином подавали туди свіже повітря.

## Галерея

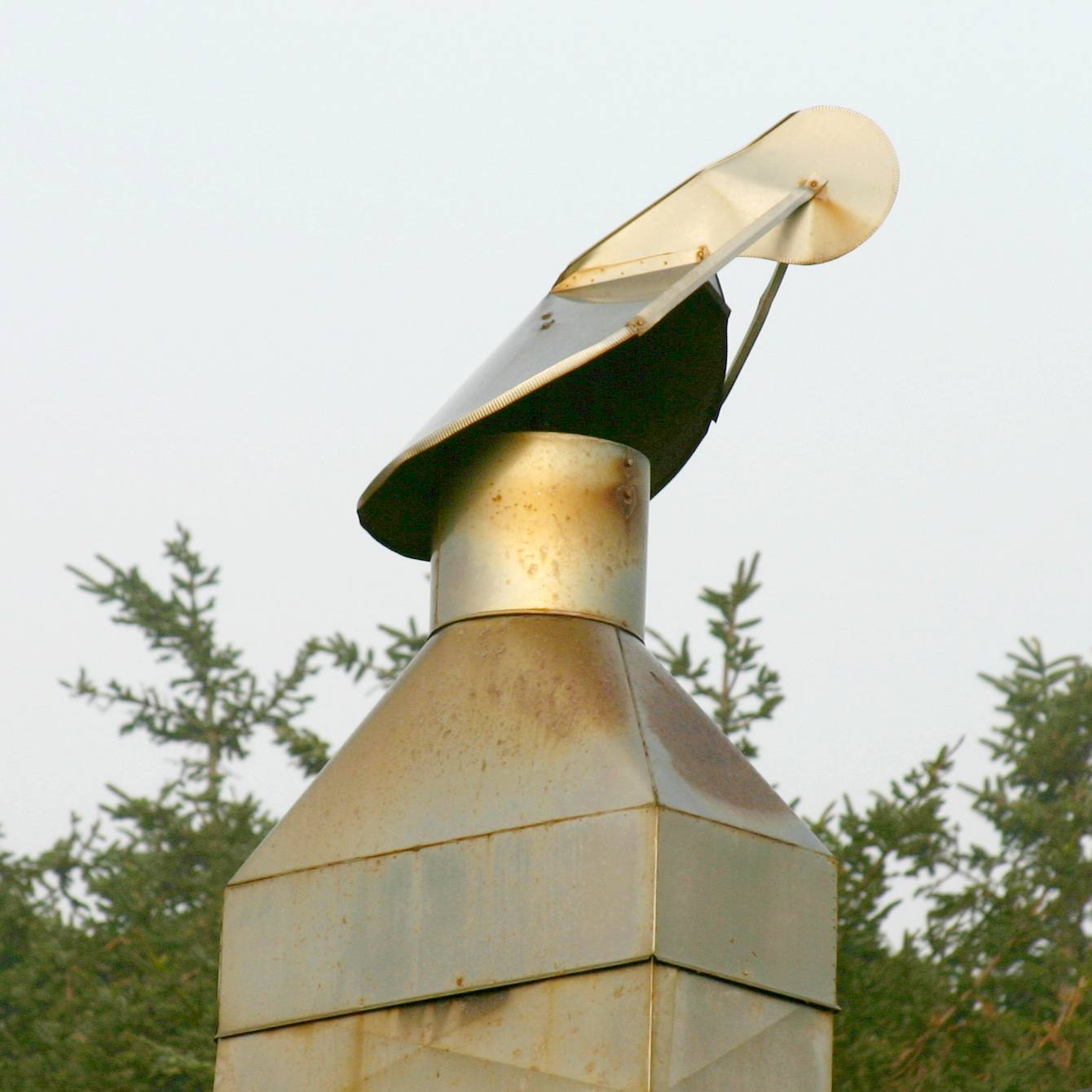
Дефлектори на дахах, звичайні на вітристому узбережжі штату Орегон
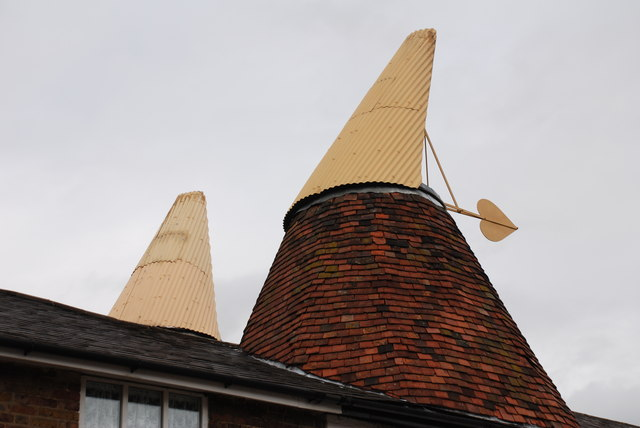
Дефлектор на хмелесушарні
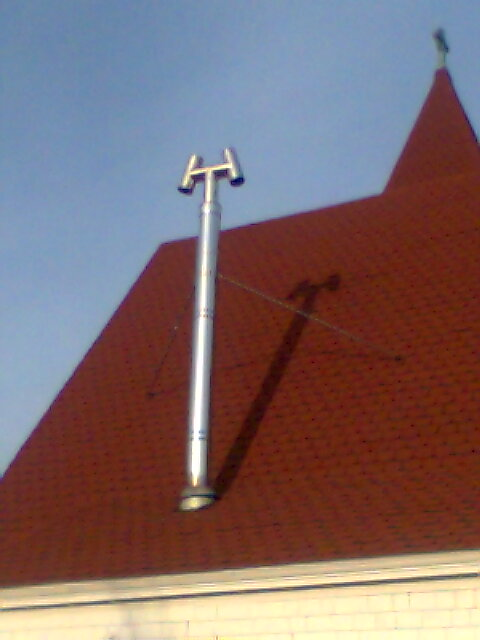
Дефлектор у вигляді літери Н
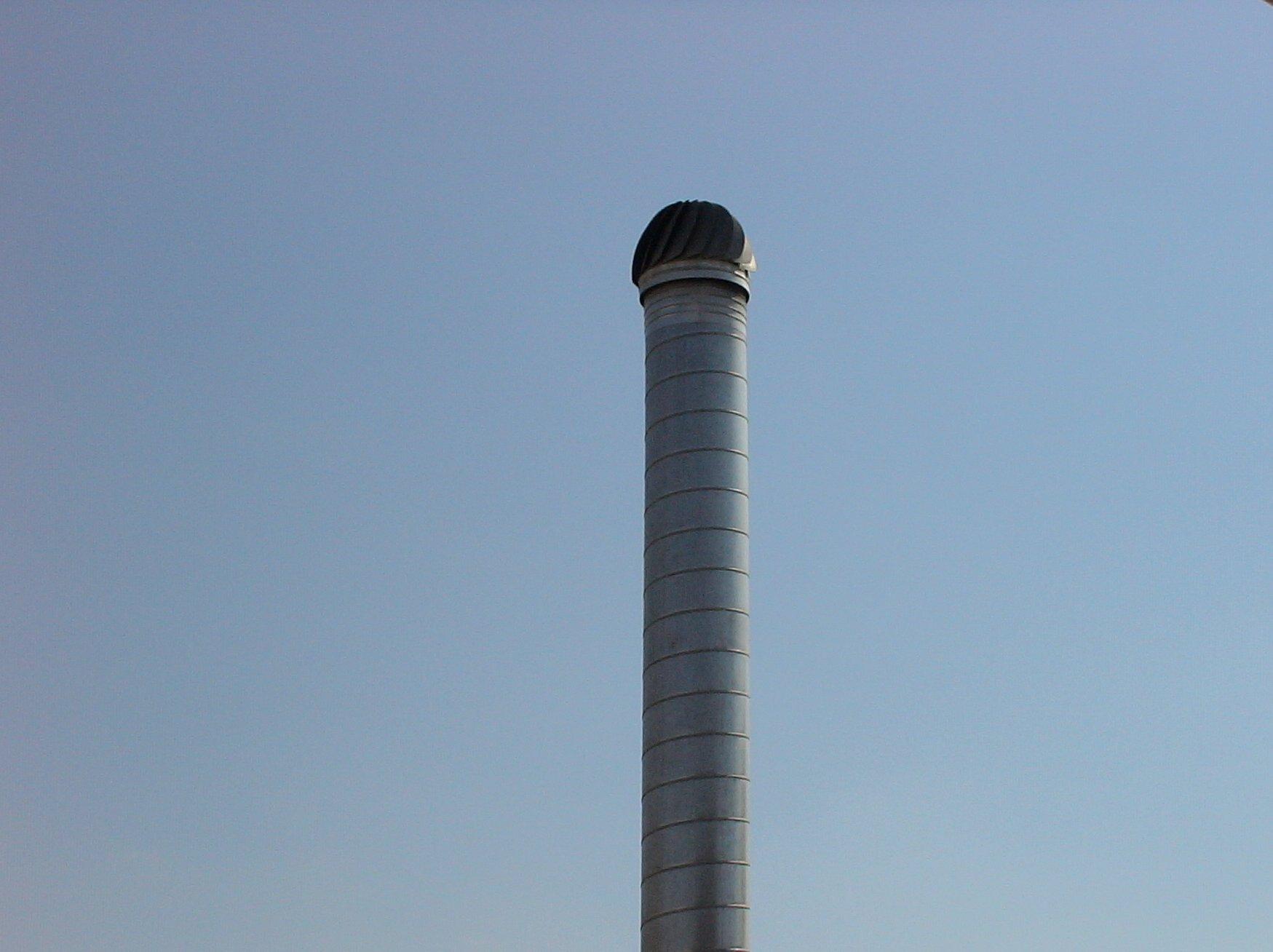
Обертовий дефлектор
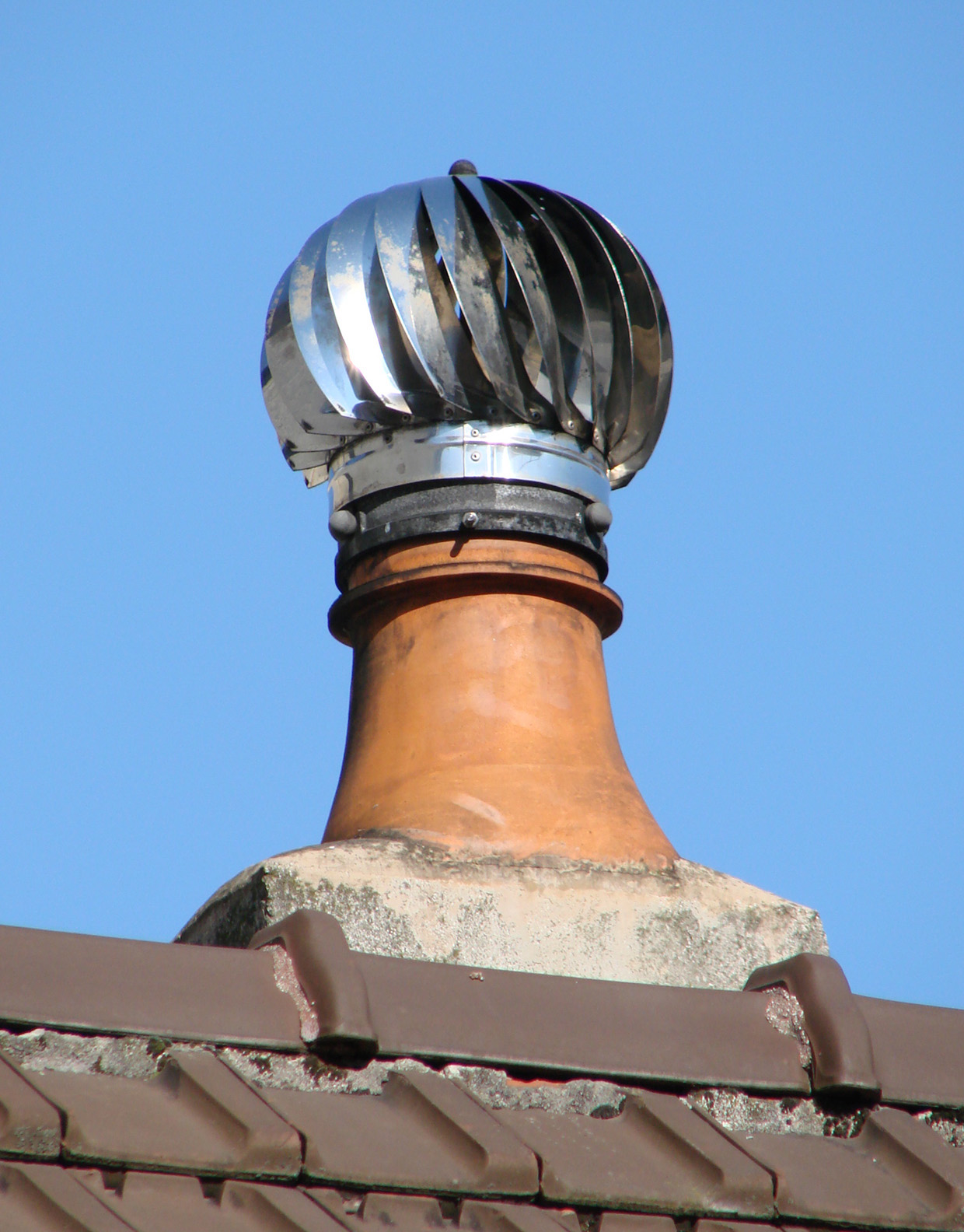
Обертовий дефлектор
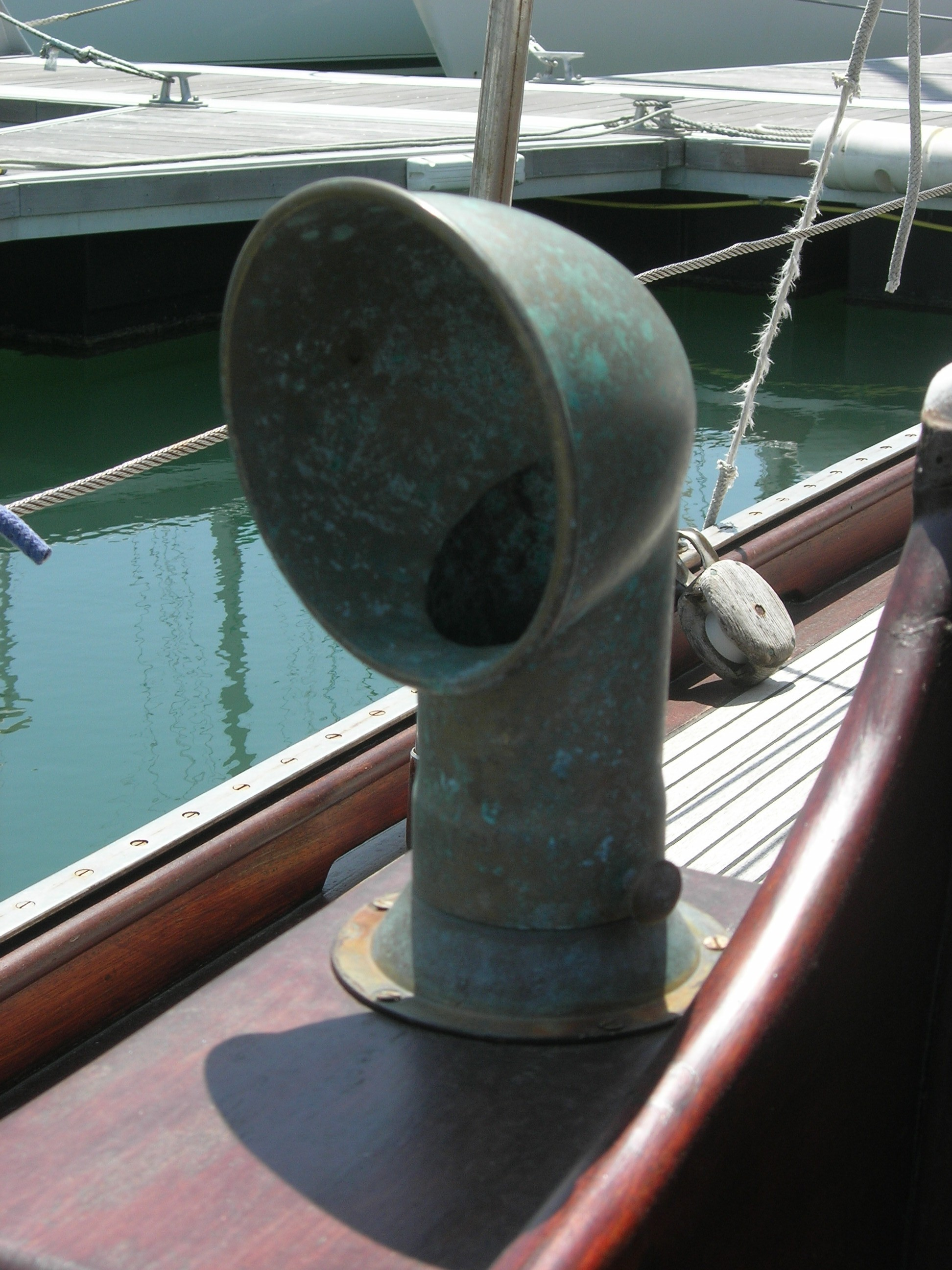
Корабельний вентиляційний дефлектор
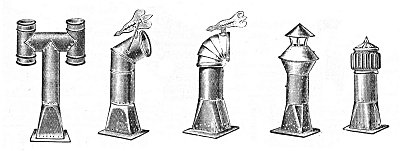
Типи дефлекторів. 1910 р.
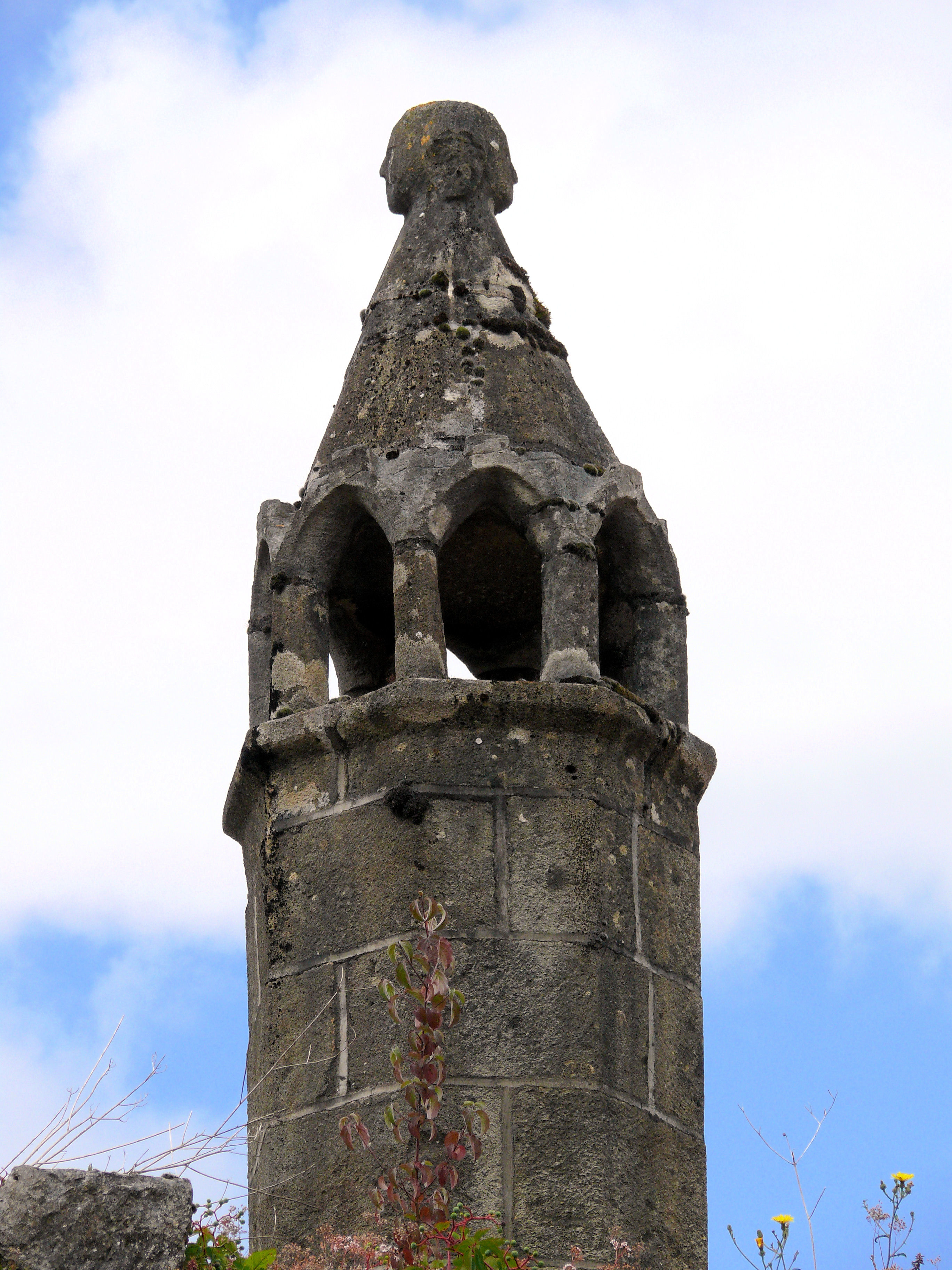
Верх і дефлектор димаря, Будинок Кавайє, XIV ст., Прессак, Франція
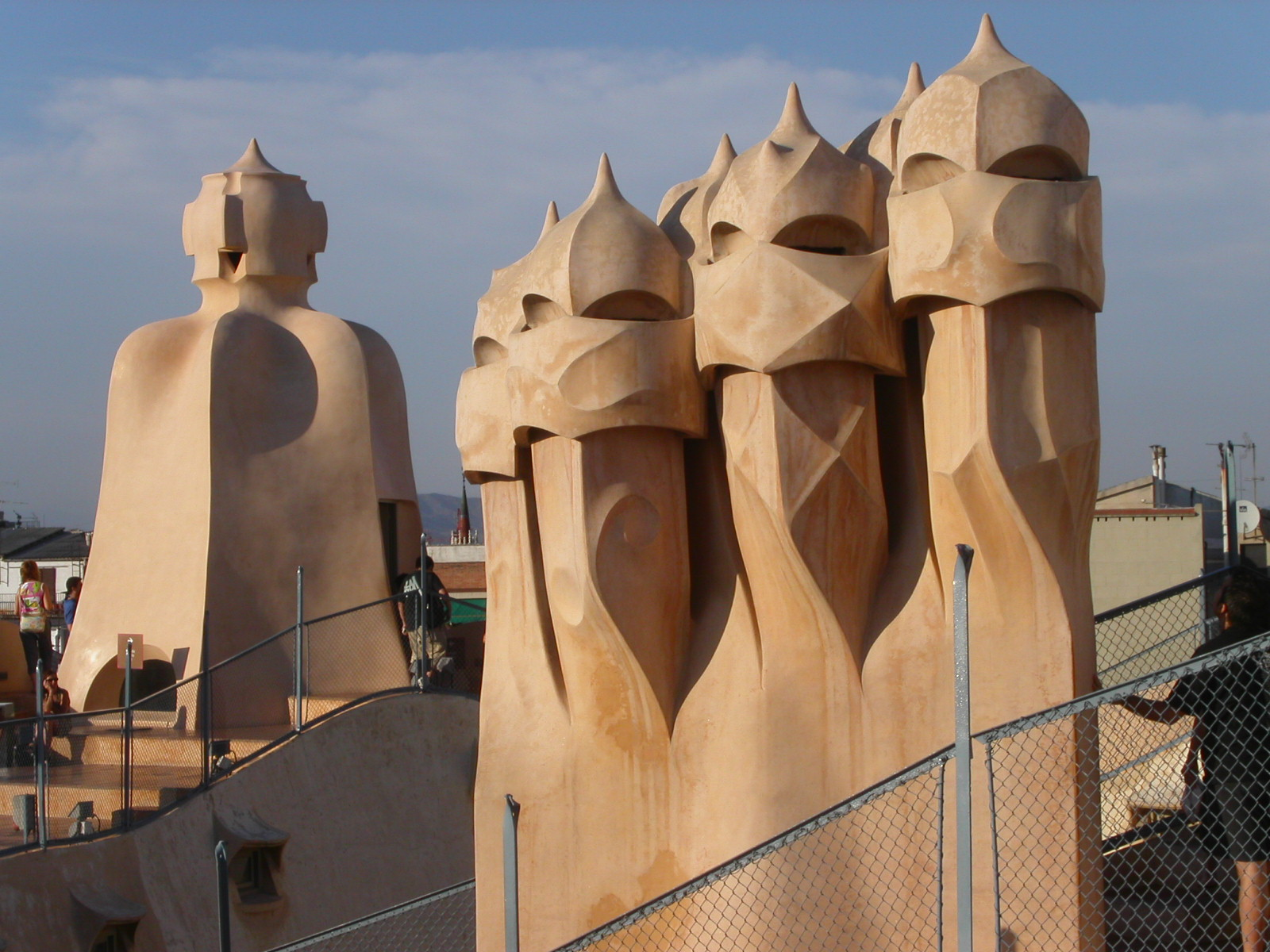
Дефлектори Будинку Міла, Барселона, 1910.
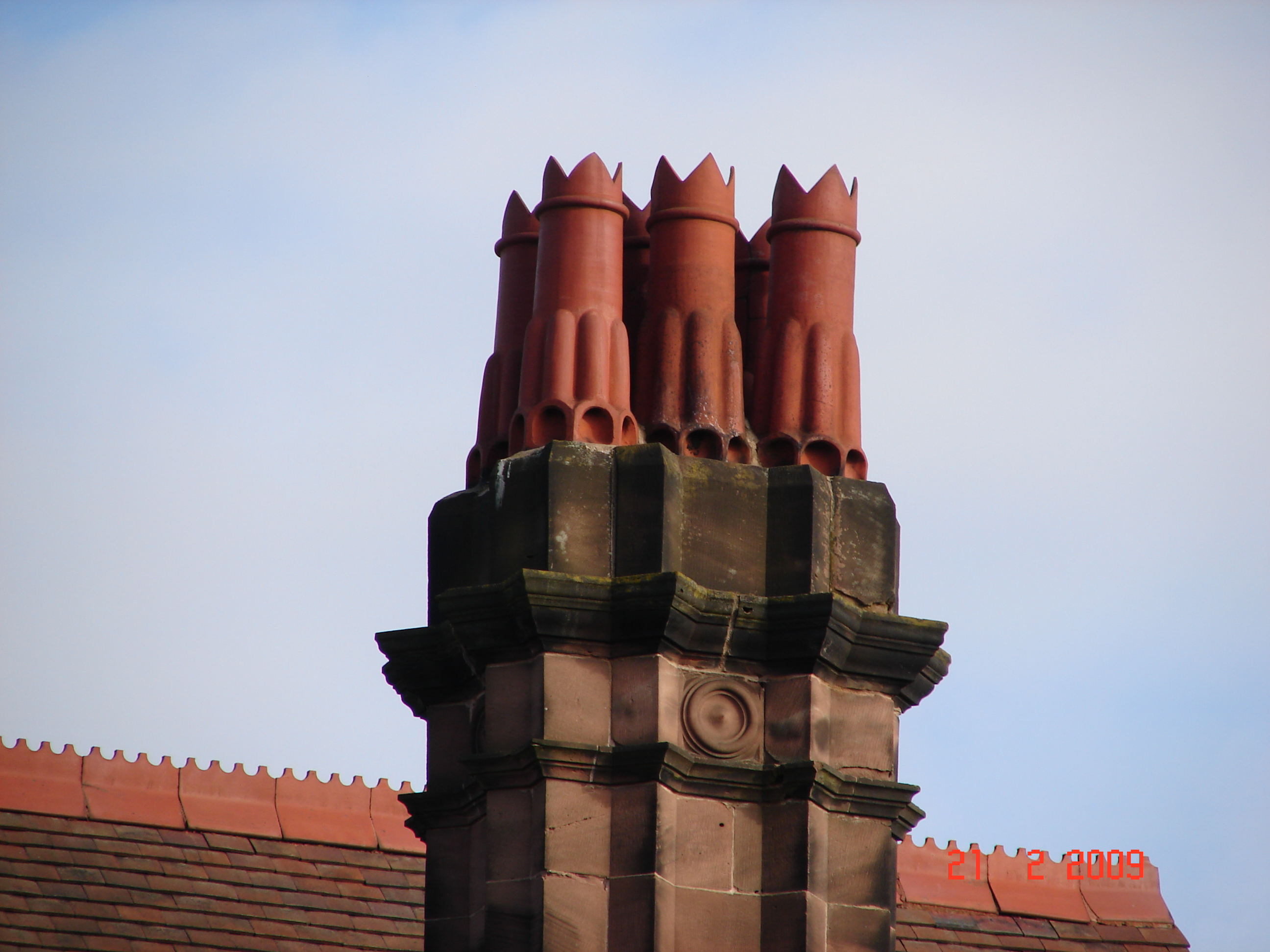
Керамічні дефлектори, Честер, Англія.
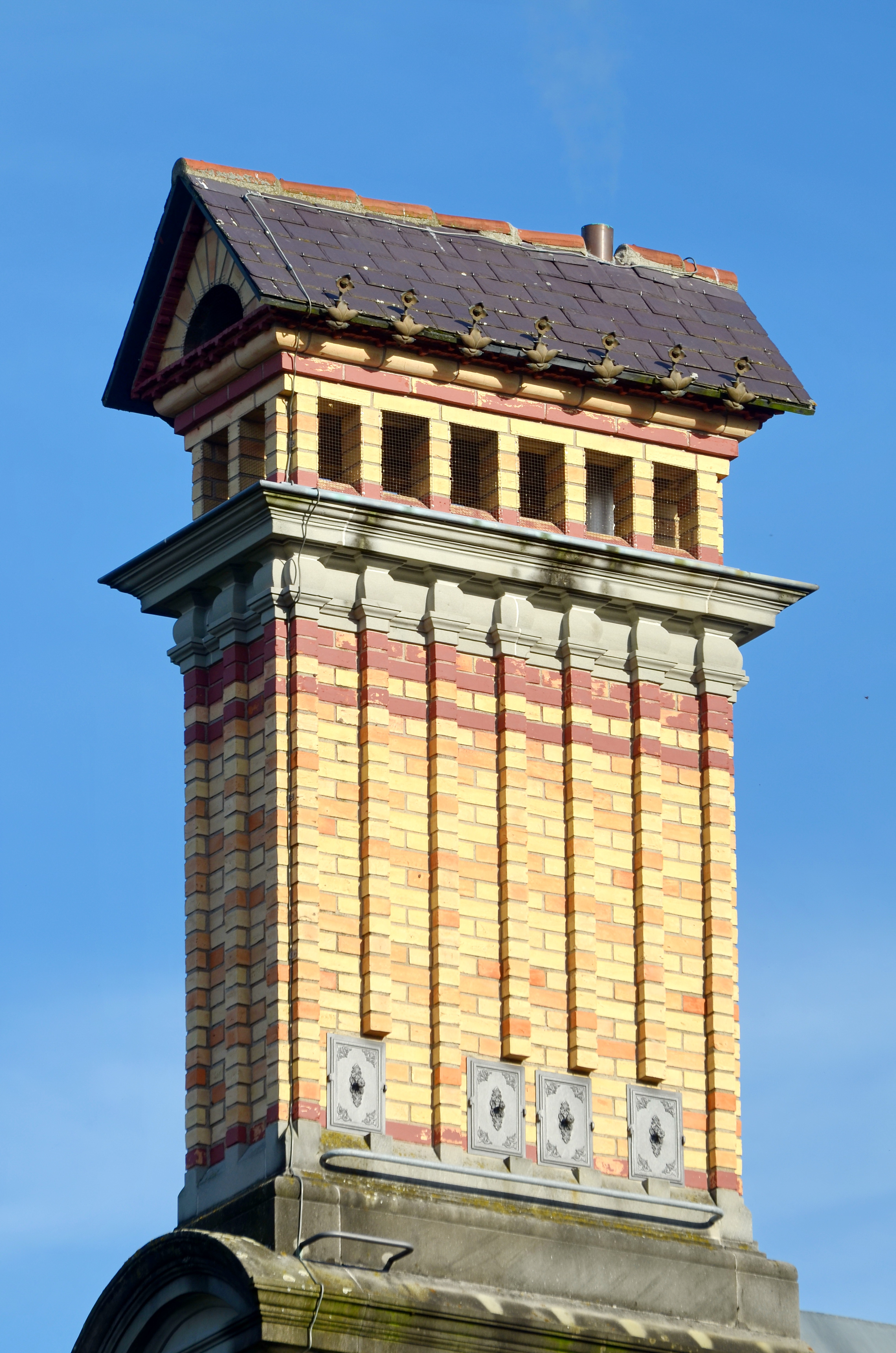
Дефлектор, Вілла Еглі, Цюрих, Швейцарія
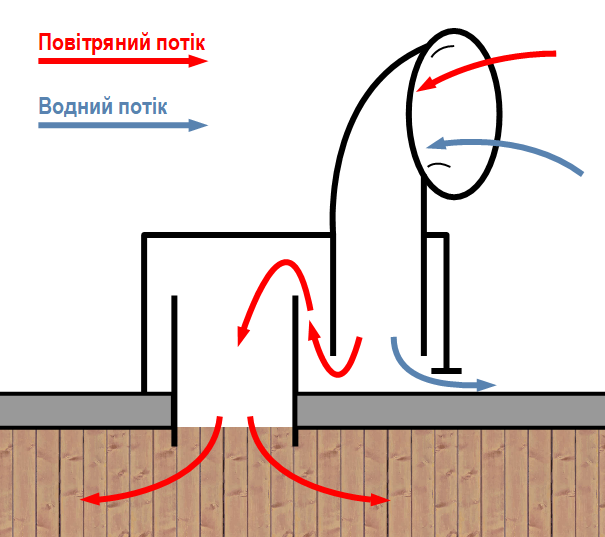
Схема будови суднового дефлектора. Потік повітря позначений червоним, води — блакитним.